# Pero chapela
Pero chapela là một loài bướm đêm trong họ Geometridae.